# Wimmis
Wimmis je obec v okrese Frutigen-Niedersimmental v kantonu Bern ve Švýcarsku. Žije zde přibližně 2 500 obyvatel.

## Geografie
Wimmis leží v nadmořské výšce 629 m v pohoří Berner Oberland v Alpách severně od výrazné hory Niesen (2362 m). Slévají se zde řeky Simme a Kander. Sousedními obcemi od severu ve směru hodinových ručiček jsou Spiez, Aeschi bei Spiez, Reichenbach im Kandertal, Diemtigen a Reutigen.

## Historie

Hrad Wimmis na vyobrazení z počátku 19. století

V roce 994 se Wimmis poprvé objevuje s názvem Windmis v listině královny Berty Švábské. Oblast však byla osídlena již v římských dobách. Tehdy se těch několik chat nazývalo Vindemias, což znamená „u vinic“. Od toho je odvozen dnešní název Wimmis. Ve skutečnosti se v Pintelu už tehdy vysazovala vinná réva. U bývalého jezera Moossee se jí velmi dařilo; dnes je na stejném místě opět malá vinice. Ve stejné době se začala psát i dlouhá historie hradu Wimmis. Římané na jeho dnešním místě postavili strážní věž. Ve středověku byl hrad znovu a znovu rozšiřován, královna Berta darovala Wimmisu kostel a vznikla malá vesnice s ochrannou zdí. Dnes na hradě sídlí kantonální správa.

Letecký pohled (1919)

Na úpatí Burgfluhu, snad na místě opevněného královského dvora, byl ve 12. a 13. století postaven hrad Wimmis s tvrzí a palácem jako sídlo pánů z Wimmisu, kteří vymřeli v polovině 13. století. Kolem roku 1260 patřil hrad a podhradí ještě baronům ze Strättligenu, ale krátce nato se stal součástí rozsáhlého panství Simmental baronů z Weissenburgu. V letech 1298 a 1334 bernská vojska ve válce s Weissenburky vyplenila a zničila hradní město a v roce 1334 hrad dobyla. Hradní město, které se rozkládalo v oblasti dnešního zámeckého parku, bylo zcela opuštěno až po požáru v roce 1708. Hrad Wimmis byl v roce 1334 zástavou míru s Bernem a v letech 1341–1352 zástavou v rukou Bernu. V roce 1368 jej spolu s panstvím Wimmis zdědili baroni z Brandisu, kteří polovinu majetku prodali v roce 1398 a celý v roce 1437 měšťanskému rodu Scharnachtal. Od nich jej v roce 1449 získal Bern a zřídil v něm správní sídlo obvodu Niedersimmental, který byl postupně, zejména v 17. a 18. století, rozšiřován na zámek, jemuž byl podřízen nižší soud ve Wimmisu. V kantonu Bern byl hrad od roku 1803 sídlem správy okresu Niedersimmental. V roce 1967 se přestěhovala do radnice v obci. Soud zůstal na hradě až do roku 2010, kdy byl přestěhován do Thunu. Se správní reformou ztratil úřad ve Wimmisu svou funkci; přešel pod politickou obec Wimmis.
Hrad a město kdysi blokovaly oba vstupy do údolí Simmental; ty mohly být také uzavřeny středověkými mřížemi. Tímto způsobem Wimmis kontroloval průjezdní dopravu a dohlížel na vývoz dobytka i na dovoz soli, obilí a vína. Dochoval se bývalý přístavní most z roku 1766 a zvláštní hostinec dolnosimentálského regionu, postavený v 15. století na Brodhüsisteg přes Simme, z něhož se po roce 1700 stal hostinec Hirschen. Ve Wimmisu byla v roce 1815 zahájena stavba simentálské silnice. Projekty od 70. let 19. století počítaly s Wimmisem jako se železniční křižovatkou, což později přešlo na Spiez. V letech 1897–1902 byla vybudována železnice Spiez–Zweisimmen se stanicí Wimmis a zastávkou Eifeld, která byla v roce 1905 prodloužena ze Zweisimmenu do Montreux. V roce 1971 byla obec napojena na dálnici A6 z Bernu do Oberlandu. 

## Obyvatelstvo

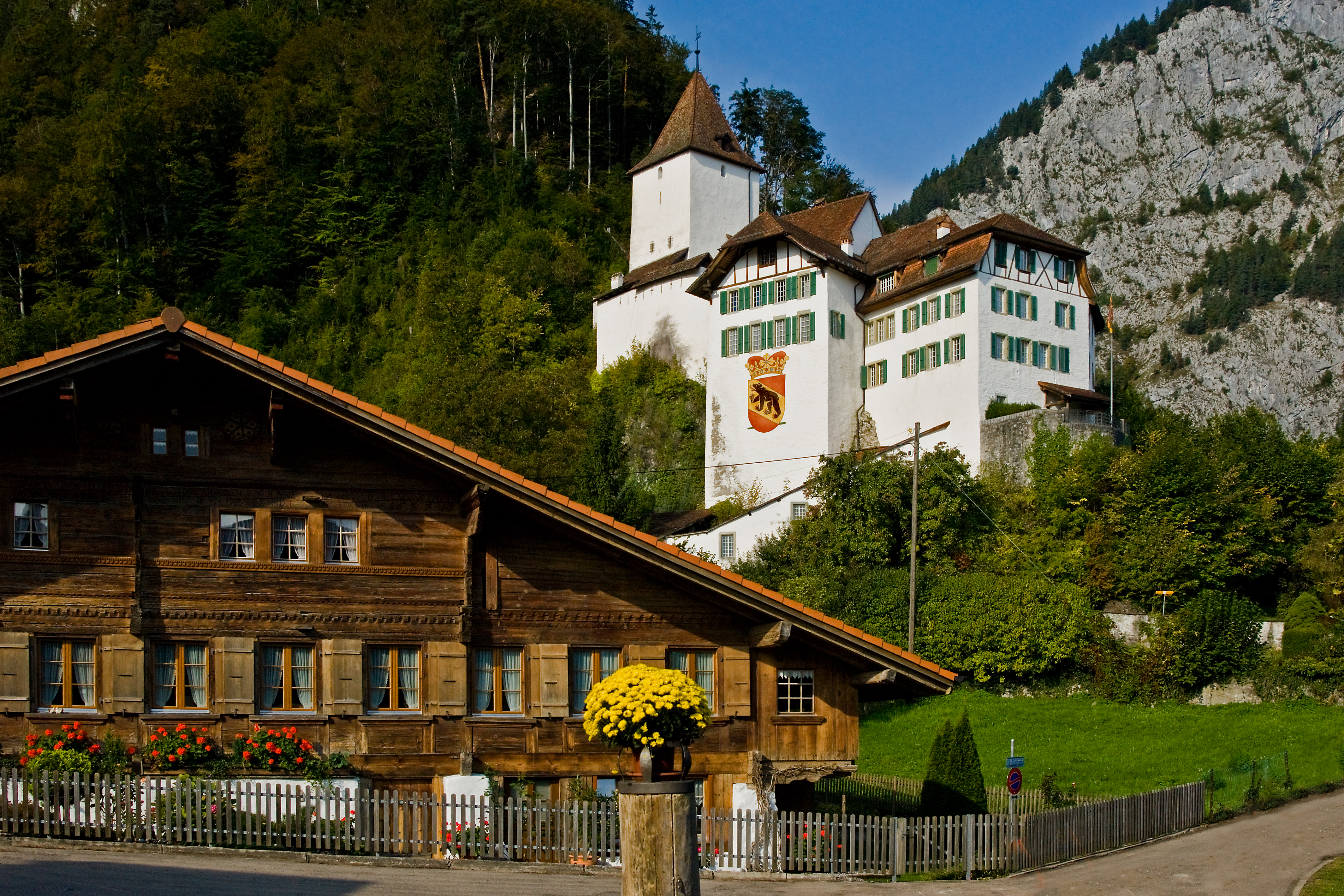
Zámek a kostel Wimmis

| Vývoj počtu obyvatel | Vývoj počtu obyvatel | Vývoj počtu obyvatel | Vývoj počtu obyvatel | Vývoj počtu obyvatel | Vývoj počtu obyvatel | Vývoj počtu obyvatel | Vývoj počtu obyvatel | Vývoj počtu obyvatel | Vývoj počtu obyvatel | Vývoj počtu obyvatel | Vývoj počtu obyvatel | Vývoj počtu obyvatel | Vývoj počtu obyvatel | Vývoj počtu obyvatel | Vývoj počtu obyvatel | Vývoj počtu obyvatel | Vývoj počtu obyvatel | Vývoj počtu obyvatel |
| -------------------- | -------------------- | -------------------- | -------------------- | -------------------- | -------------------- | -------------------- | -------------------- | -------------------- | -------------------- | -------------------- | -------------------- | -------------------- | -------------------- | -------------------- | -------------------- | -------------------- | -------------------- | -------------------- |
| Rok                  | 1764                 | 1850                 | 1860                 | 1870                 | 1880                 | 1888                 | 1900                 | 1910                 | 1920                 | 1930                 | 1941                 | 1950                 | 1960                 | 1970                 | 1980                 | 1990                 | 2000                 | 2010                 |
| Počet obyvatel       | 573                  | 1353                 | 1278                 | 1328                 | 1347                 | 1242                 | 1423                 | 1310                 | 1471                 | 1429                 | 1681                 | 1736                 | 1756                 | 1833                 | 1969                 | 2036                 | 2314                 | 2366                 |

## Hospodářství
Pracovní místa v minulosti poskytovalo zejména zemědělství. Od 19. století k němu přibyl obchod, včetně stavebních firem a továrny na výrobu oken, a také štěrkovna a Spolková továrna na prací prášky, otevřená v roce 1919 (od 90. let 20. století Nitrochemie Wimmis, která provozuje mimo jiné také největší světovou odkyselovací papírnu pro Spolkový archiv a Národní knihovnu).

## Turismus
Hlavním turistickým lákadlem je zámek a kostel Wimmis. Od roku 2010 existuje v budově obecního úřadu také vesnické muzeum Wimmis Historic.

## Doprava
Wimmis leží na hlavní silnici č. 11, vedoucí ze Spiezu údolím Simmental. V obci se nachází také železniční stanice na trati Spiez–Zweisimmen (BLS AG).